# 米国バプテスト連盟
米国バプテスト連盟（The American Baptist Association (ABA) ）は、アメリカ合衆国のバプテスト教会の連盟である。伝道、慈善、教育を目的とする。米国パプテスト連合と表現される場合もある。